# Srebarna
Het Natuurreservaat Srebarna (Bulgaars: Природен резерват Сребърна, Priroden rezervat Srebarna) is een natuurreservaat in het gebied Zuidelijke Dobroedzja in het noordoosten van Bulgarije. Het natuurreservaat ligt ongeveer achttien kilometer ten westen van de stad Silistra en twee kilometer ten zuiden van de rivier de Donau. Het natuurreservaat bestaat uit het meer van Srebarna en de omgeving van dat meer.
Het natuurreservaat heeft een oppervlakte van 6 km², hieromheen ligt nog een bufferzone van 5,4 km². Er is een bezoekerscentrum/museum in het natuurreservaat hier zijn onder andere een aantal opgezette diersoorten, die in het natuurreservaat leven te vinden.

## Geschiedenis
In het verleden werd het meer en het omliggende gebied bestudeerd door vooral buitenlandse biologen. De eerste Bulgaarse wetenschapper, die was geïnteresseerd in met name het vogelleven in het gebied was Aleksi Petrov, die het gebied in 1911 bezocht. In 1913 werd heel Zuidelijk Dobroedzja bij Roemenië gevoegd. In 1940 ging het gebied weer terug naar Bulgarije. Hierna werd het gebied nog eenmaal voor een onderzoek door Petrov bezocht, hij onderzocht de vogelkolonies in het gebied.
Het gebied is sinds 1948 een natuurreservaat en sinds 1975 een Ramsargebied. Sinds 1983 staat het gebied als natuurerfgoed op de werelderfgoedlijst van UNESCO. Tussen 1992 en 2003 gold het natuurreservaat als bedreigd werelderfgoed.

## Flora en Fauna
Er leven 139 verschillende soorten planten in het natuurreservaat van deze planten zijn elf soorten buiten het natuurreservaat met uitsterven bedreigd.
Er leven 39 verschillende zoogdieren, 21 verschillende reptielen en amfibieën en ongeveer 12 verschillende soorten vissen in het natuurreservaat. Het meest bekend is het natuurreservaat vanwege de verschillende soorten vogels in het gebied. Er zijn ongeveer 100 verschillende soorten broedvogels in het gebied onder andere de enige kolonie kroeskoppelikanen van Bulgarije en trekvogels gebruiken het gebied vaak als rustplaats.
- Gemeinsame Normdatei: 4732024-2
- Library of Congress Control Number: sh00009949
- Nationale Bibliotheek van Israël: 987007291963905171
- Système universitaire de documentation: 167673807
- Virtual International Authority File: 243879074

Kerk van Bojana ·
Ruiter van Madara ·
Rotskerken van Ivanovo ·
Thracisch graf van Kazanlak ·
Oude stad Nesebar ·
Nationaal park Pirin ·
Rilaklooster ·
Natuurreservaat Srebarna ·
Thracisch graf van Svesjtari ·
Oude en voorhistorische beukenbossen van de Karpaten en andere regio's van Europa